# Journey to Addis
| Recensione   | Giudizio        |
| ------------ | --------------- |
| AllMusic     | [ 1 ]           |
| Sputnikmusic | 4.0 (Excellent) |

Journey to Addis è il terzo album discografico dei Third World, pubblicato dall'etichetta discografica Island Records nel 1978.
Lo stile musicale della band fonde il reggae con la musica soul e funky, uno dei primi gruppi reggae ad attuare questo tipo di musica.
Il brano Now That We've Found Love entra nella Top Ten di R&B statunitense ed in quella britannica, Cool Meditation nella Top 20 inglesi, l'album raggiunge la Top 20 di R&B americana consacrando il gruppo star internazionali.

## Tracce
Lato A
1. One Cold Vibe (Couldn't Stop Dis Ya Boogie) – 4:55 (Steven Cat Coore)
2. Cold Sweat – 3:55 (Michael Ibo Cooper, Steven Cat Coore, William Willie Clarke)
3. Cool Meditation – 3:40 (Michael Ibo Cooper)
4. African Woman – 6:30 (William Willie Clarke)

Lato B
1. Now That We've Found Love – 7:00 (Kenneth Gamble, Leon Huff)
2. Journey to Addis – 6:40 (Arrangiamento dei Third World) – (Adattamento da Addis Ababa di Don Drummond)
3. Fret Not Thyself – 4:30 (Michael Ibo Cooper, William Willie Clarke, Steven Cat Coore)
4. Rejoice – 3:50 (Michael Ibo Cooper, Steven Cat Coore, William Willie Clarke)

## Formazione
- William Clarke (Rugs) - voce solista, chitarre
- Michael Cooper (Ibo) - tastiere, voce
- Steven Coore (Cat) - chitarre, basso, voce
- Richard H. Daley (Richie) - basso, chitarre
- William Stewart (Willie) - batteria
- Irving Jarrett (Carrot) - percussioni

Note aggiuntive
- Alex Sadkin e Third World - produttori (per Cavlip Prod Ltd)
- Chris Blackwell - produttore esecutivo
- Registrazioni (e mixaggi) effettuate a Nassau presso Compass Point Studios
- Alex Sadkin - ingegnere della registrazione
- Steve Stanley - ingegnere della registrazione
- Jack Nuber - ingegnere della registrazione
- Benji Armbrister - assistente ingegneri della registrazione
- Dan. 78 - copertina e design[4]